# إيجي تاكيموتو
إيجي تاكيموتو (竹本英史 تاكيموتو إيجي) هو مؤدي أصوات ياباني ولد في 7 مارس 1973 في محافظة ياماغوتشي.

## أدواره في الأنمي

### مسلسلات أنمي تلفزيونية
- كيوسوغيغا - فوشيمي
- موشيشي - تتسو
- بليتش - آيسرينغر
- دراغون بول كاي - كوي
- C - ناغاياما
- آيشيلد 21 - جو تتسوما
- أمير التنس - كييتشي كوكي, رينجي ياناغي
- أمير التنس الجديد - رينجي ياناغي
- البدلة المتنقلة جاندام إيج - سيليك أبيس
- القناص - بودورو, أوبوغين, كيريكو, أوموري, كاموري, بوربون
- توريكو - بوغيوودز
- ماذا لو كانت مديرة بيسبول الثانوية تقرأ "الإدارة" من تأليف دراكر - كاتو
- البؤساء: الفتاة كوزيت - كورفيراك
- أكامي غا كيل! - بولس
- دراماتيكال مردر - والد نويز
- سأتحول إلى فتاة تسريحة الذيلين! - أليغيغيلدي
- يوغي - سيد, ويتي فانتوم, ليختر (الصوت الأول), صائد النوادر
- يوغي GX - بارا
- وورلد تريغر - كاتسومي كاراساوا, تتسوجي أرافوني
- ساموراي واريورز - ميتسوناري إيشيدا
- ون بيس - روشيو, أوم, جون جاينت (الصوت الثاني), ديز دريك, ستروبيري
- مارفل ديسك وورز: المنتقمون - عين الصقر
- فريق خادمات هاناوكيو La Verite - هوكساي هاناوكيو
- شارلوت - كوماغامي
- النمر المقنع W - أودين
- إندماج الديجيمون - ماروسومون

### أنمي الإنترنت
- سيلور مون كريستال - كونزايت

### أوفا أنمي
- تيلز أوف سيمفونيا ذي أنيميشن: فصل تيثيالا - ألتيسا
- سينت سيا فصل هادس: العالم السفلي - هاربي فالنتاين
- طوكيو غول JACK - كاتو

### أفلام أنمي
- تيلز أوف فيسبيريا: ذا فرست سترايك - ريفن
- ماي ماي ميراكل - توسكي أوكي

## أدواره في ألعاب الفيديو
- تيلز أوف سيمفونيا - ألتيسا
- تيلز أوف فيسبيريا - ريفن
- تيلز أوف ذا وورلد: ريف يونايتيا - ريفن
- ساموراي واريورز 4 - ميتسوناري إيشيدا
- دينغيكي غاكوين آر بي جي: كروس أوف فينوس - البطل, زيتسومو
- دراغون بول Z بودوكاي تنكايتشي 3 - نام
- ون بيس: غراند باتل 3 - أوم
- ون بيس: بيرنينغ بلاد - ديز دريك
- فينيكس رايت: إيس أتورني: دوال ديستنيز - مايلز إدجوورث

## وصلات خارجية
- إيجي تاكيموتو على موقع IMDb (الإنجليزية)
- إيجي تاكيموتو على موقع ميوزك برينز (الإنجليزية)
- إيجي تاكيموتو على موقع قاعدة بيانات الفيلم (الإنجليزية)
- إيجي تاكيموتو على موقع كينوبويسك (الروسية)
- إيجي تاكيموتو على موقع ANN person (الإنجليزية)